# One Step Ahead of My Shadow
Pour plus de détails, voir Fiche technique et Distribution.
One Step Ahead of My Shadow est un dessin animé américain réalisé par Rudolf Ising, sorti en 1933.
Produit par Leon Schlesinger Studios et distribué par Warner Bros. Pictures ce dessin animé fait partie de la série des Merrie Melodies.

## Fiche technique
- Titre original : One Step Ahead of My Shadow
- Titre en français : inconnu
- Réalisation : Rudolf Ising
- Producteurs : Hugh Harman, Rudolf Ising et Leon Schlesinger
- Musique : Frank Marsales
- Production : Leon Schlesinger Studios
- Distribution : Warner Bros. Pictures
- Durée : 7 minutes 17 secondes
- Format : noir et blanc - mono
- Langue : anglais
- Pays : États-Unis
- Date de sortie :  États-Unis : 4 février 1933
- Genre : Dessin-animé
- Licence : domaine public[1]